# تویوتا کمری (ایکس‌وی۱۰)

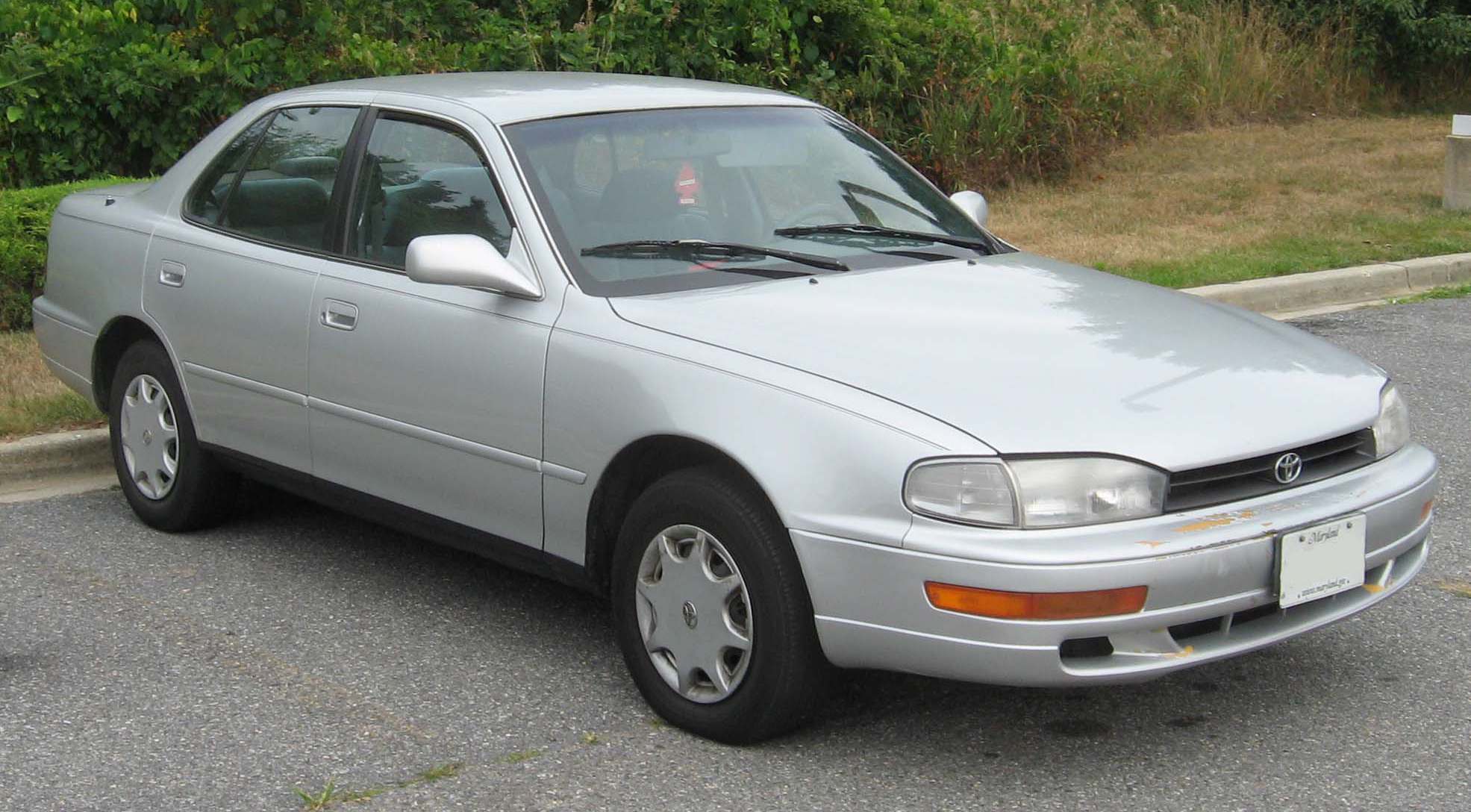

تویوتا کمری (ایکس‌وی۱۰) (Toyota Camry (XV۱۰)) خودرویی است که در سال‌های ۱۹۹۱ تا ۱۹۹۶ (Japan، U.S.) ۱۹۹۳–۱۹۹۷ (Australia) در استرالیا، تویوتا، آیچی و ژاپن تولید شده‌است. 
طراحی آن خودروهای موتور جلو-محور جلو بوده طول آن در حالت طبیعی ۴٬۷۷۰ میلیمتر (۱۸۸ اینچ) و عرض آن در حالت طبیعی ۱٬۷۷۰ میلیمتر (۷۰ اینچ) و ارتفاع آن در حالت طبیعی ۱٬۳۹۴ میلیمتر (۵۴٫۹ اینچ) است. سیستم جعبه‌دندهٔ آن ۴ دنده به دو صورت خودکار و دستی است.